# 扉之外
《扉之外》（扉の外）是電擊文庫出版，土橋真二郎的輕小說。插畫為白身魚。第13屆電擊小說大獎金賞得獎作品（當時得獎標題是「如果世界被人工智慧支配的狀況模擬 狀況1」）。中文版由台灣角川書店代理。

## 劇情大綱
原本應該是去遠足的千葉紀之，醒來的時候才發現和同班同學一起被關在沒看過的房間當中。在甦醒學生們的混亂當中，突然出現名為蘇菲亞的人工智慧，向他們保證只要服從規則，便會保障他們的安危。但是，突然感到厭惡的千葉，連規則都沒有聽就拒絕了蘇菲亞的保護，並且漸漸的被同學孤立。在束縛和保護下的奇特生活就此開始……

## 遊戲規則
為了受到保護，不能夠將手環拿下，並且必須在蘇菲亞提示的遊戲中獲勝。基本上禁止暴力行為，當戴著手環的人企圖使用暴力時，手環會緊緊的勒住手臂。參加遊戲者必須要戴著手環。此外，在庇護所中，沒有後述的梅花卡片依然能夠使用水龍頭與膠狀食物，維持生命不需花費卡片。

### 遊戲一
學生在庇護所醒來後的第一場遊戲。在庇護所的中央螢幕中顯示的格子狀地圖上，使用愛心、方塊、黑桃、梅花等四種符號進行的戰略模擬。地圖中央有代表自己國家的圓形，圓形的顏色代表國家的顏色。此外，屬於各國的黑桃也會以該國的顏色表現在地圖上。
愛心
愛心代表庇護所中（國家）的人數。拿掉手環的人數會被扣除。
方塊
每經過十二小時，擁有愛心便能夠獲得對應人數的方塊。
方塊是遊戲中的貨幣，能夠用來購買梅花和黑桃。
黑桃
一個黑桃需要十顆方塊。
黑桃有兩種用途。第一種是在地圖上尋找敵人，能夠看見中心以外5*5的範圍。第二種用途是作為武器，和其他黑桃相連時能夠加以攻擊。攻擊後，雙方的黑桃會消滅。此外，把黑桃移動到別國的圓形記號上能夠加以佔領，被佔領國本應得到的方塊會改成給予佔領國。每十二小時能夠移動一次，一次最多移動三格。
梅花
可以使用一顆方塊購買。購買後能夠得到和愛心數量相同，印有梅花圖案的卡片。
梅花卡片，是學生實際生活時使用的貨幣。在販賣機能夠使用卡片購買食品和日常用品。此外，也能夠使用座椅上的機器看電影或者玩遊戲。使用梅花的裝置，只有戴著手環的人才能夠使用。
有離開房間的門，但只有拿下手環的人能夠離開。共有兩道門，打開其中一道時，另外一道會無法開啟。此外，這扇門通常只能由內側開啟。
總共有八個庇護所，分別為同一學校的八個班級。因此共有八個國家，每個國家為了維持資源供給而必須保衛國家。
門的外側除了廁所以外什麼都沒有，只能看到每個庇護所的門口。

### 遊戲二
在庇護所樓上舉行的遊戲。戴著手環的學生，能夠從各有特色的房間A~D中選出一間房間登錄。戴著手環的人只能夠回到各自的房間，沒帶手環的人能夠自由出入房間（但無法使用房間中的設備）。進入別的房間中手環會勒緊。每間房間中都有一隻模仿動物的角色。再四間房間外的開放區域中掛著一個大型鳥籠，鳥籠正下方沒有地板。在樓下庇護所外面，抬頭能夠看見鳥籠。
當四個區域都有人登錄，並且人數超過一定數量後遊戲便開始。每12小時一輪。每個區域在每個回合中，從三種類的卡片選出一總出牌，比較大小後，優先順位較高的卡片獲勝。能夠選擇的卡片有天使、人類、惡魔。其中，人類和天使卡片使用後便會消失，但惡魔卡片使用後會退回。整個遊戲是剪刀、石頭、布，天使是石頭，人類是剪刀，惡魔是布。
每12小時，一個人能夠得到50張方塊卡片，能在庇護所中購買各種物品。這裡不使用梅花卡片，生活用品等也使用方塊卡片交易。購買其他房間的物品要花三倍價格，多出來的部份會變成購買區域的資金。
區域A（通稱：Market：市場）
角色是貓的喵喵。能購買的食物種類比庇護所更多。大小為區域D的三倍左右。
區域B（通稱：Park：樂園）
角色是老鼠的米奇。具有20台左右的虛擬坐椅，能夠玩各種遊戲，連色情影片都能夠收看。也有販賣酒和毒品等物品。大小約為區域D的兩倍。
區域C（通稱：Lake：湖）
角色是青蛙的呱呱。擁有具備按摩功能的浴室，並且能夠購買各種日用品。大小約為區域D的三倍。
區域D（通稱：Hutch：兔窩）
角色是兔子的小兔。販賣奇怪的道具。販賣的道具有復仇女神的電光（ネメシスの電光）、真實的眼睛（真実の目）、大抉擇（大いなる選択）、通往自由的鑰匙（自由への鍵）。
鳥籠
角色為精靈。鳥籠被吊在空中，正下方開著一個洞，底下是庇護所門外的中央位置。
隨著遊戲進行，每個區域角色的愛心和歐雷會增加減少。愛心代表這個區域的人數，當愛心減少時，會隨機解開登錄在此區域中，和失去的愛心相同人數的手環。歐雷一開始為12，減到零時會改扣愛心。當愛心歸零時區域角色死亡並關閉區域。區域剛關閉時無法購買此區域的物品，必須等待一段時間過後才能再度購買。
在天使贏人類或者人類贏惡魔的情況下，輸的角色會轉移一個歐雷給贏的角色。惡魔贏天使的情況下，除了輸的角色會轉移一個歐雷給贏的角色以外，輸的角色也會減少相等於已進行回合數的愛心。天使平手的狀況下會增加一個歐雷，人類平手什麼事都不會發生，惡魔平手則所有角色愛心歸零。此外，每一回合就算不出牌也要減少一個歐雷。
遊戲在12回合後結束，剩餘區域在兩個以上鳥籠會落下，遊戲會重新開始。

### 遊戲三
使用各個庇護所中的娛樂坐椅舉行的虛擬槍戰。基本上以班級為單位組成隊伍，在遊戲中的成果能夠換成梅花卡片。

## 登場人物

### 一班
正樹 愛美（まさき まなみ）
一班的班長。和蒼井典子平分男學生人氣的美少女。被稱呼為女神。一年級和千葉紀之同班。
石橋
為人個性冷靜

### 二班
中山美鈴（なかやまみすず）
神田真央（かんだまお）
沖田宗司（おきたそうじ）
草加
山本麗奈（やまもとれいな）

### 三班
里見幸太郎（さとみこうたろう）
佐藤春香（さとうはるか）
伊集院誠（いじゅういんまこと）
司馬

### 四班
千葉 紀之（ちばの りゆき）
逃避討厭事情的性格。小學三年級前虐待蒼井典子。三年級後反而被蒼井典子虐待。現在是全校唯一知道典子真面目的人。在麻將大賽時以的匿名得到第四名。
和泉 玲子（いずみ れいこ）
四班班長。領導班級的個性。在麻將大賽以Eve的匿名得到第一名。
大野 亞美（おおの あみ）
在庇護所內援助千葉紀之。一年級時曾經和千葉發生關係。
冰室 浩二（ひむろ こうじ）
從國中開始加入田徑社。
菊池
四班的副班長。喜歡和泉因而自願擔任副班長。

### 六班
蒼井 典子（あおい のりこ）
和正樹愛美平分男學生人氣的美少女。名字改變日文念法會變成青色天使，因而被暱稱為天使。衣服和首飾等也都統一為藍色。小學三年級前被千葉紀之虐待。當時曾在全裸狀態下被塞進廢棄冰箱中，從此得到幽閉恐懼症。當時第一個來救她的是千葉紀之。三年級後反過來虐待千葉紀之。只會和千葉紀之以真面目往來。在麻將大會以的匿名得到第二名。
黑川 雄介（くろかわ ゆうすけ）
蠻橫、具有領導力的不良少年。

### 八班
高橋 進一（たかはし しんいち）
一年級第三學期時，和大家約定要所有10科目得滿分並且實現的秀才。有發行小報紙。在女學生中很受歡迎，但被班導開玩笑說「要是不要性騷擾的話倒是個好孩子啊」，個性有點問題。暗戀蒼井典子。在麻將大賽以貴公子的名義得到第三。
上原 潤（うえはら じゅん）
對運動會相當熱情，被稱為鬥將上原。此外，也有人稱呼其為少年，但因為這是從前用很過分的方式甩掉他的女朋友對他的稱呼，給人不好的印象。對正樹愛美抱持著異常的好感。
巻 真希（まき まき）
個子嬌小，若不是具有豐滿胸部便會被誤人為國中生。由於母親再婚而得到此名字。綽號為巻巻（Maki Maki）。
水野 由香（みずの ゆか）
八班班長
三村（みむら）
遊戲御宅族。
山本
伊藤
中田

### 其他角色
蘇菲亞（ソフィア）
負責進行遊戲的人工智慧。外表只有眼睛和嘴唇。
小兔 
兔子小屋的角色。身高約為塑膠杯的高度，體重約三個蘋果。喜歡兒茶素和牛磺酸。討厭猛禽和胡蘿蔔。討厭胡蘿蔔是因為過敏。和其他區域的角色相比起來較會說話，自己說話的場合也較多。
喵喵 
食品店的角色。
米奇
遊樂園的角色。
呱呱
湖的角色。
精靈
鳥籠的角色。
伊蒂亞（イデア）
萩原麻衣（ハギワラマイ）

## 出版書籍

### 日文版
- （2007年2月25日發行、ISBN 978-4-8402-3717-8）
- （2007年5月25日發行、ISBN 978-4-8402-3849-6）
- （2007年9月10日發行、ISBN 978-4-8402-3980-6 ）

### 中文版
- 扉之外 1（2007年12月22日發行、ISBN 9789861745626）
- 扉之外 2（2008年3月22日發行、ISBN 9789861746357）
- 扉之外 3（2008年8月1日發行、ISBN 9789861747521）

## 外部連結
- 台灣角川—扉之外 （页面存档备份，存于） （繁體中文）